# Casa provinciale delle Piccole sorelle dei poveri
La casa provinciale delle Piccole sorelle dei poveri è un convento delle Piccole sorelle dei poveri che si trova a Roma, in piazza di San Pietro in Vincoli, nel rione Monti. 
All'interno si trova la cappella privata di Santa Maria Immacolata delle Piccole Sorelle dei Poveri, ad uso esclusivo delle sorelle.

## Storia

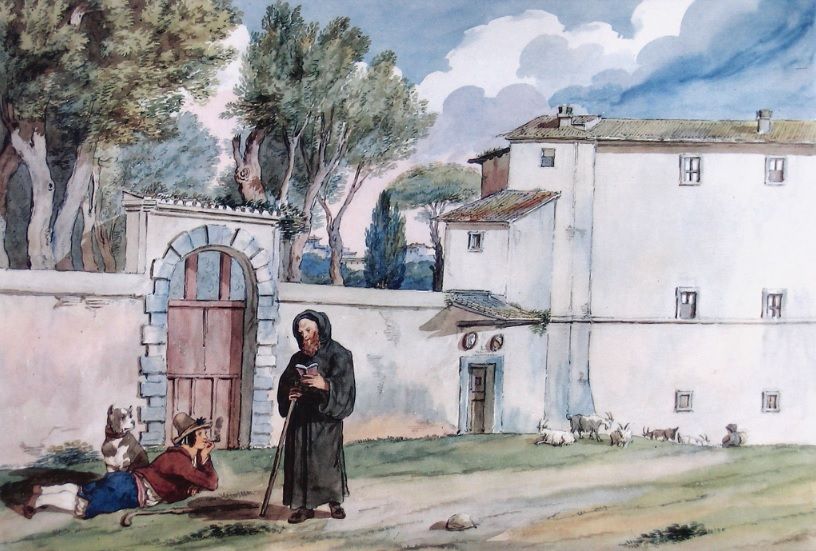
Acquerello di Achille Pinelli (ca. 1830) raffigurante il cancello, che all'epoca serviva ancora come ingresso al giardino del convento dei maroniti.

Le Piccole sorelle dei poveri sono una congregazione internazionale fondata in Francia da santa Jeanne Jugan e approvata da papa Leone XIII nel 1879. La costruzione del convento iniziò subito dopo l'approvazione, su progetto di Luca Carimini, ed esso fu completato nel 1883.
La sede prescelta era in precedenza il giardino del vicino convento di Sant'Antonio Abate dei Maroniti, il che ha portato spesso a confondere le due istituzioni: le Piccole suore si trovano nell'edificio sul lato sud della piazza e i maroniti nel lato a ovest.

## Descrizione
Pur facendo parte di un edificio molto più grande, la cappella mantiene la sua identità architettonica ed è un bene visibile dalla via Eudossiana, sporgendo dal secondo piano del convento oltre il muro di cinta della proprietà.
Si tratta di una struttura quadrata in mattoni rossi con un'abside pentagonale. Su ogni lato si trovano tre finestre dalla sommità curva con semplici cornici bianche, motivo ripreso nella cornice bianca della gronda. L'estemità con una ghimberga, ha un frontone con un piccolo oculo nel timpano.
L'ingresso principale del convento, in piazza di San Pietro in Vincoli, è più antico dell'edificio e costituiva l'ingresso al giardino maronita. Il portale è ad arco rustico con sopra una cornice orizzontale.